# Phanoperla malayana
Phanoperla malayana és una espècie d'insecte plecòpter pertanyent a la família dels pèrlids que es troba a Tailàndia i Malàisia (incloent-hi el riu Tupah).